# 中村徳吉
中村 徳吉（なかむら とくきち、明治19年（1886年）- 昭和49年（1974年））は、日本の医師（外科医）。旧姓西村。医学博士。臨床外科医学会の権威。
検事、弁護士西村卯の実弟。鳥取県士族西村佐司衛（質商・金銭貸付）の二男、中村安五郎の養子。

## 経歴
鳥取県米子市内町出身。
米子中学（現在の米子東高校）、一高を経て1912年東京帝国大学医科大学を卒業。病理学、外科を3年間母校で研修し聖路加病院に勤務したが、1918年シベリア出兵にあたり米国赤十字病院外科部長として従軍する。
1922年米国ミネソタ州のメイヨー・クリニックにおいて外科および細菌学を研究して帰国、再び聖路加病院に勤務し外科医長となる。墓所は多磨霊園の聖路加国際病院禮拝堂附属墓碑。

## 人物像
宗教は基督教。趣味は囲碁、語学研究、読書、運動。

## 家族・親族

### 中村家
- 養父・安五郎[3]
- 養母・はる[3]
- 妻・俊子[3]（養父安五郎長女[3]）

明治28年（1895年）生 - 没
- 長男[3]
- 長女[3]

## 関連
- 士族
- 西村卯